# Nizas (Hérault)
Nizas – miejscowość i gmina we Francji, w regionie Oksytania, w departamencie Hérault.
Według danych na rok 1990 gminę zamieszkiwało 459 osób, a gęstość zaludnienia wynosiła 54 osoby/km² (wśród 1545 gmin Langwedocji-Roussillon Nizas plasuje się na 536. miejscu pod względem liczby ludności, natomiast pod względem powierzchni na miejscu 831.).